# HD 98161
HD 98161，又名CD-37 7146，SAO 202283、HR 4372，是一颗恒星，视星等为6.27，位于銀經283.19，銀緯21.22，其B1900.0坐标为赤經11h 12m 25.5s，赤緯-37° 21.22′ 7″。